# Хлеб, масло и варенье
«Хлеб, масло и варенье» (итал. Pane, Burro E Marmellata) — итальянский кинофильм 1977 года режиссёра Джоржо Капитани.

## Сюжет
Три женщины познакомились в психбольнице, куда попали из-за проблем со своими вторыми половинами. Выйдя из клиники, они решают поселиться вместе и более не пускать к себе мужчин.

## Актёрский состав
- Энрико Монтесано — Бруно
- Россана Подеста — Симона
- Клодин Оже — Бэтти
- Рита Ташингем — Вера
- Лаура Троттер — Маргарита
- Франко Джакобини — муж Симоны
- Жак Эрлен — доктор Гаэтано Арфе (психиатр)
- Адольфо Чели — Аристиде Бартелли
- Стефано Амато — посыльный